# Societatea Sf. Pius al X-lea
Societatea Sacerdotală Sf. Pius al X-lea (în latină Fraternitas Sacerdotalis Sancti Pii X., acronim FSSPX) este asociația unor preoți catolici tradiționaliști care refuză să recunoască autoritatea Conciliului Vatican II (1962–1965), care a marcat deschiderea Bisericii Catolice către Bisericile Ortodoxe, către cele protestante, precum și față de evrei. 
Asociația a fost întemeiată în anul 1970 de arhiepiscopul Marcel Lefebvre.
În anul 1988 arhiepiscopul Lefevbre a fost excomunicat de Sfântul Scaun, ca urmare a hirotonirii neautorizate a patru episcopi, asociația are sediul la Ecône.
Excomunicarea celor patru episcopi hirotoniți neautorizat a fost ridicată în anul 2009 de papa Benedict al XVI-lea, ceea ce i-a atras critica opiniei publice, întrucât unul din cei patru, episcopul Richard Williamson, se număra printre negaționiștii exterminării evreilor în timpul celui de-al doilea război mondial. Cei patru episcopi și preoții Societății FSSPX erau în continuare suspendați din funcție din punctul de vedere al Bisericii Catolice.
Reconcilierea cu Biserica Catolică a eșuat în anul 2012, ca urmare a refuzului recunoașterii autorității Conciliului Vatican II. În octombrie 2013 superiorul FSSPX s-a autofelicitat pentru eșecul apropierii de Biserica Catolică și l-a criticat pe papa Francisc drept „modernist”.